# Gaje Smoleńskie
Gaje Smoleńskie (ukr. Гаї-Смоленські) – wieś na Ukrainie w rejonie złoczowskim należącym do obwodu lwowskiego.

## Położenie
Na podstawie Słownika geograficznego Królestwa Polskiego i innych krajów słowiańskich Gaje Smoleńskie to: „wieś w powiecie brodzkim, pół mili na południe od Brodów”.
Do 2020 w rejonie brodzkim. 